# لوماري خطي
لوماري خطي (الاسم العلمي:Lomariopsis lineata) هو نوع من النبات يتبع جنس اللوماري من الفصيلة اللومارية.